# Championnats de France de patinage artistique 2011
Navigation
Championnats de France 2010 Championnats de France 2012
Les championnats de France de patinage artistique 2011 ont eu lieu du 17 au 19 décembre 2010 à la patinoire municipale de Tours. 
Les championnats ont accueilli 5 épreuves: simple messieurs, simple dames, couple, danse sur glace et patinage synchronisé.
La patinoire tourangelle a déjà accueilli les championnats de France 1977 de danse sur glace.

## Faits marquants
- Dans la compétition de danse sur glace, la danse imposée et la danse originale sont remplacées par la danse courte. Cette innovation se fait non seulement à ces championnats nationaux mais aussi dans les championnats internationaux.
- Brian Joubert conquiert son septième titre national après deux années d'absence à ces championnats.
- Mathis Lenoble, vice-champion de France junior en 2011, conquiert son 2e titre
- Yannick Ponsero, vice-champion de France en titre, a souhaité faire une pause pendant cette saison post-olympique pour se consacrer à ses études. Il est donc absent pour cette compétition nationale. Il annoncera un mois plus tard son retrait définitif des compétitions de patinage.
- Kim Lucine ne participe plus aux championnats de France, ayant choisi de patiner pour la principauté de Monaco à partir de cette saison 2010/2011.
- La collaboration du couple artistique Vanessa James et Morgan Ciprès étant trop récente, ils ne participent pas à ces championnats.
- Dans la catégorie des couples artistiques, la patineuse Anne-Laure Letscher s'est blessée à la cheville à la réception d'un saut lancé lors du programme long et a dû interrompre celui-ci pendant plusieurs minutes. Elle a néanmoins tenu à finir le programme.

## Podiums
| Épreuves                                 | Or                                 | Argent                              | Bronze                             |
| Messieurs résultats détaillés            | Brian Joubert                      | Florent Amodio                      | Alban Préaubert                    |
| Dames résultats détaillés                | Yrétha Silété                      | Lénaëlle Gilleron-Gorry             | Maé-Bérénice Meité                 |
| Couples résultats détaillés              | Adeline Canac / Yannick Bonheur    | Mélodie Chataigner / Medhi Bouzzine | Anne-Laure Letscher / Bruno Massot |
| Danse sur glace résultats détaillés      | Nathalie Péchalat / Fabian Bourzat | Pernelle Carron / Lloyd Jones       | Zoé Blanc / Pierre-Loup Bouquet    |
| Patinage synchronisé résultats détaillés | Les Atlantides                     | Le Team Synchro Energie             | Les Zoulous                        |

## Détails des compétitions

### Messieurs
| Rang                                        | Nom                      | Points | Prog. court | Prog. libre |
| ------------------------------------------- | ------------------------ | ------ | ----------- | ----------- |
| 1                                           | Brian Joubert            | 231.85 | 1           | 2           |
| 2                                           | Florent Amodio           | 222.55 | 3           | 1           |
| 3                                           | Alban Préaubert          | 213.90 | 2           | 4           |
| 4                                           | Chafik Besseghier        | 202.94 | 4           | 3           |
| 5                                           | Romain Ponsart           | 193.56 | 5           | 5           |
| 6                                           | Thomas Sosniak           | 175.26 | 6           | 6           |
| 7                                           | Simon Hocquaux           | 149.54 | 8           | 7           |
| 8                                           | Florian Lejeune          | 138.60 | 7           | 9           |
| 9                                           | Lionel Hertz             | 135.98 | 9           | 10          |
| 10                                          | Charles Tetar            | 135.38 | 11          | 8           |
| 11                                          | Quentin Lourenco-Aubry   | 133.07 | 10          | 11          |
| 12                                          | Paul-Emmanuel Richardeau | 131.18 | 12          | 12          |
| Patineurs éliminés après le programme court |                          |        |             |             |
| 13                                          | Timofeï Novaikim         | 46.73  | 13          |             |
| 14                                          | Gaylord Lavoisier        | 40.99  | 14          |             |
| 15                                          | Grégoire Appelhans       | 40.89  | 15          |             |
| 16                                          | Aurélien Robert          | 40.82  | 16          |             |
| 17                                          | Gaëtan Roy               | 36.85  | 17          |             |
| Forfait                                     | Yannick Ponsero          |        |             |             |

### Dames
| Rang | Nom                     | Points | Prog. court | Prog. libre |
| ---- | ----------------------- | ------ | ----------- | ----------- |
| 1    | Yrétha Silété           | 142.82 | 1           | 4           |
| 2    | Lénaëlle Gilleron-Gorry | 141.58 | 3           | 1           |
| 3    | Maé-Bérénice Meité      | 141.22 | 2           | 2           |
| 4    | Léna Marrocco           | 137.10 | 5           | 3           |
| 5    | Anaïs Ventard           | 133.16 | 4           | 5           |
| 6    | Candice Didier          | 120.53 | 6           | 7           |
| 7    | Aline Zerourou          | 112.97 | 8           | 6           |
| 8    | Bahia Taleb             | 111.37 | 7           | 9           |
| 9    | Élodie Gardot           | 108.58 | 10          | 8           |
| 10   | Flora Leblanc           | 99.32  | 11          | 11          |
| 11   | Laurianne Cirilli       | 98.42  | 12          | 10          |
| 12   | Laurine Lecavelier      | 96.27  | 9           | 12          |

### Couples
| Rang    | Nom                                 | Points | Prog. court | Prog. libre |
| ------- | ----------------------------------- | ------ | ----------- | ----------- |
| 1       | Adeline Canac / Yannick Bonheur     | 132.60 | 1           | 1           |
| 2       | Mélodie Chataigner / Medhi Bouzzine | 108.44 | 3           | 2           |
| 3       | Anne-Laure Letscher / Bruno Massot  | 98.70  | 2           | 3           |
| Forfait | Vanessa James / Morgan Ciprès       |        |             |             |

### Danse sur glace
| Rang | Nom                                | Points | Danse courte | Danse libre |
| ---- | ---------------------------------- | ------ | ------------ | ----------- |
| 1    | Nathalie Péchalat / Fabian Bourzat | 166.44 | 1            | 1           |
| 2    | Pernelle Carron / Lloyd Jones      | 141.56 | 2            | 2           |
| 3    | Zoé Blanc / Pierre-Loup Bouquet    | 129.11 | 3            | 3           |
| 4    | Sofia Gassoumi / Arnaud Pasztory   | 100.38 | 5            | 4           |
| 5    | Charlène Denize / Quentin Langlois | 92.97  | 6            | 5           |
| 6    | Harmonie Lafont / Stanislas Etzol  | 92.82  | 4            | 6           |

### Patinage synchronisé
| Rang | Nom                     | Points | Prog. court | Prog. libre |
| ---- | ----------------------- | ------ | ----------- | ----------- |
| 1    | Les Atlantides          | 137.67 | 1           | 1           |
| 2    | Le Team Synchro Energie | 122.85 | 2           | 2           |
| 3    | Les Zoulous             | 113.38 | 3           | 3           |

## Sources
- Résultats des championnats de France 2011 sur le site csndg.org
- Patinage Magazine, no 125, janvier-février 2011